# در دفاع از او
در دفاع از او (به انگلیسی: In Her Defense) همچنین به عنوان دفاع کامل نیز شناخته می‌شود یک فیلم دلهره آور کانادایی محصول سال ۱۹۹۹ به کارگردانی سیدنی جی. فیوری است.

## داستان
وکیل اندرو گارفیلد با یک زن ناشنوا (مارلی متلین)، رابطه برقرار می‌کند وقتی روزی شوهرش آنها را در حال معاشقه می‌بیند. اندرو گارفیلد او را می‌کشد. از آن پس در فیلم، وکیل باید از معشوق خود که مقصر قتل معرفی شده است، خودش دفاع کند.

## بازیگران
- مارلی متلین در نقش جین کلر
- مایکل دادیکوف در نقش اندرو گارفیلد
- سوفی لوراین در نقش دبرا ترنر
- دانیل پیلون در نقش رابرت سنت لوران